# El Matador
El Matador (tạm dịch: Dũng sĩ El Matador) là trò chơi máy tính thuộc thể loại hành động bắn súng góc nhìn thứ ba lấy bối cảnh hiện đại do hãng Plastic Reality phát triển và Red Mile phát hành vào năm 2006.

## Cốt truyện
Hoạt động buôn lậu thuốc phiện ở Nam Mĩ gia tăng mạnh mẽ khiến tổ chức phòng chống ma túy DEA phải tung Victor Corbet, tay đặc nhiệm giỏi nhất, vào cuộc. Trong vai El Matador - biệt danh "Dũng sĩ đấu bò" của Corbet sẽ phải dấn thân vào cuộc hành trình trừ gian diệt ác đầy nguy hiểm nhằm lặp lại trật tự và yên bình của quốc gia.

## Cách chơi
Số lượng súng trong El Matador khá đa dạng, hơn 32 loại trải dài từ shotgun đến súng trường hay 2 khẩu súng lục 2 tay với độ giật nhẹ nhất. Cách game thể hiện độ rung giật, nảy của súng trông rất thật. El Matador còn trả lại một khía cạnh nhỏ của bắn súng đúng với thực tế - đạn có thể dội lại trên các bề mặt kim loại. Chính điều đó đã khiến việc ẩn nấp kỹ không còn an toàn tuyệt đối, cho đối phương và cho bản thân người chơi.
Ngoài tính năng dội đạn, cơ chế vật lý được đầu tư kỹ lưỡng của game. Một cột bê-tông nếu bị đạn công phá mạnh thì cả mảng cột sẽ bị thổi bay, để lộ vài phần thân thể của kẻ đang nấp đằng sau. Dù vậy, El Matador cũng như nhiều game khác vẫn có mặt hạn chế, không phải thứ gì cũng phá được. Mặt khác, trí thông minh nhân tạo (AI) của game rất khá. Với số lượng vũ khí, đạn dược dồi dào cùng khả năng sử dụng súng điêu luyện, máy thực sự là thử thách ngay cả ở cấp độ bình thường. Người chơi phải vận dụng tất cả kỹ năng và vũ khí để khỏi phải chơi lại. Tác phong lăn lộn, thấp thỏm ngoái cổ, cúi người di chuyển, các chiến thuật đánh hội đồng đều rất tự nhiên và chuyên nghiệp.
Nhân vật chính không chiến đấu một mình, 1/4 số màn chơi người chơi sẽ được đồng hành cùng những đội Alpha, Bravo, với những biệt hiệu đầy chất đặc nhiệm. Càng chơi, khoảng cách giữa người và máy trong game càng rộng ra. Họ hoạt động độc lập, không hợp tác với người chơi, có chăng là chỉ cần người chơi đến đúng vị trí quy định để có thể tiến tới trước cho đúng kịch bản. Đỉnh điểm của sự xa cách này là đồng đội của người chơi và địch đều có thể vừa náu mình vừa bắn.

## Hình âm
Hiệu ứng làm mờ được nâng cao, cộng thêm các phép đổ bóng mới nhất và hiệu ứng ánh sáng lộng lẫy đã giúp những pha quay chậm gần như hoàn mỹ. Hơi buồn là tuy rất mạnh mẽ trong các pha bay nhảy bắn súng, nhưng Plastic Reality đã không xây được hình tượng anh hùng cho El Matador. Các động tác thiếu dứt khoát, đặc biệt là động tác đập súng cận chiến, quá yếu ớt và vô dụng. Thỉnh thoảng, người chơi không khỏi nghi ngờ về sức mạnh cơ chế vật lý của game, khi bắt gặp hai thùng xăng cạnh nhau, mà thùng này phát nổ xong thì thùng kia mới bắt đầu giai đoạn châm ngòi. Nhưng về âm thanh thì không thể chê vào đâu được. Tiếng súng nổ tách bạch, có giọng riêng cho từng loại rất rõ. Mỗi màn có một bản nhạc nền. Âm nhạc rất bốc, cứ nghe và để nó cuốn người chơi vào các cảnh hành động dồn dập.